# Бернард Клервоський
Берна́рд Клерво́ський (лат. Bernardus abbas Clarae Vallis, фр. Bernard de Clairvaux, 1090 — 20 серпня 1153) — французький монах-цистеріанець. Засновник і перший абат Клервоського монастиря. Реформував Орден. Вважався «голосом сумління» та домінантною фігурою у західному християнстві свого часу. Був одним із натхненників Другого хрестового походу. Святий Католицької церкви. Канонізований папою Олександром III (1174). Учитель церкви (1830). День пам'яті —	20 серпня.

## Біографія
Походив зі знатної родини. У двадцятирічному віці вступив до ордену цистерціанців, де став відомий своїм подвижництвом. 1115 року заснував монастир у Клерво де став абатом. Завдяки його діяльності нечисленний раніше цистерціанський орден став одним з найбільших.
Бернард Клервоський дотримувався містичного напрямку в теології. Був затятим прихильником папської теократії. Активно боровся з єресями та вільнодумством. Саме Бернард представляв сторону звинувачення у процесі над вільнодумцями П'єром Абеляром та Арнольдом Брешіанським.
На тлі невиразних пап того часу Бернар Клервоський справляв величезний вплив на сучасників. Він мав величезний авторитет як у церковних так і світських колах. Фактично він диктував свою волю папам, серед яких були і його учні, впливав на французького короля Людовіка VII.
Був головним політичним ідеологом та організатором Другого хрестового походу та Вендського хрестового походу.
Він написав перший статут для духовно-лицарських орденів, а саме статут тамплієрів. Відомо також, що Бернард Клервоський запровадив особливе шанування Діви Марії.
Святий Бернард був канонізований 1174 року та оголошений Вчителем Церкви 1830 року.

## Галерея

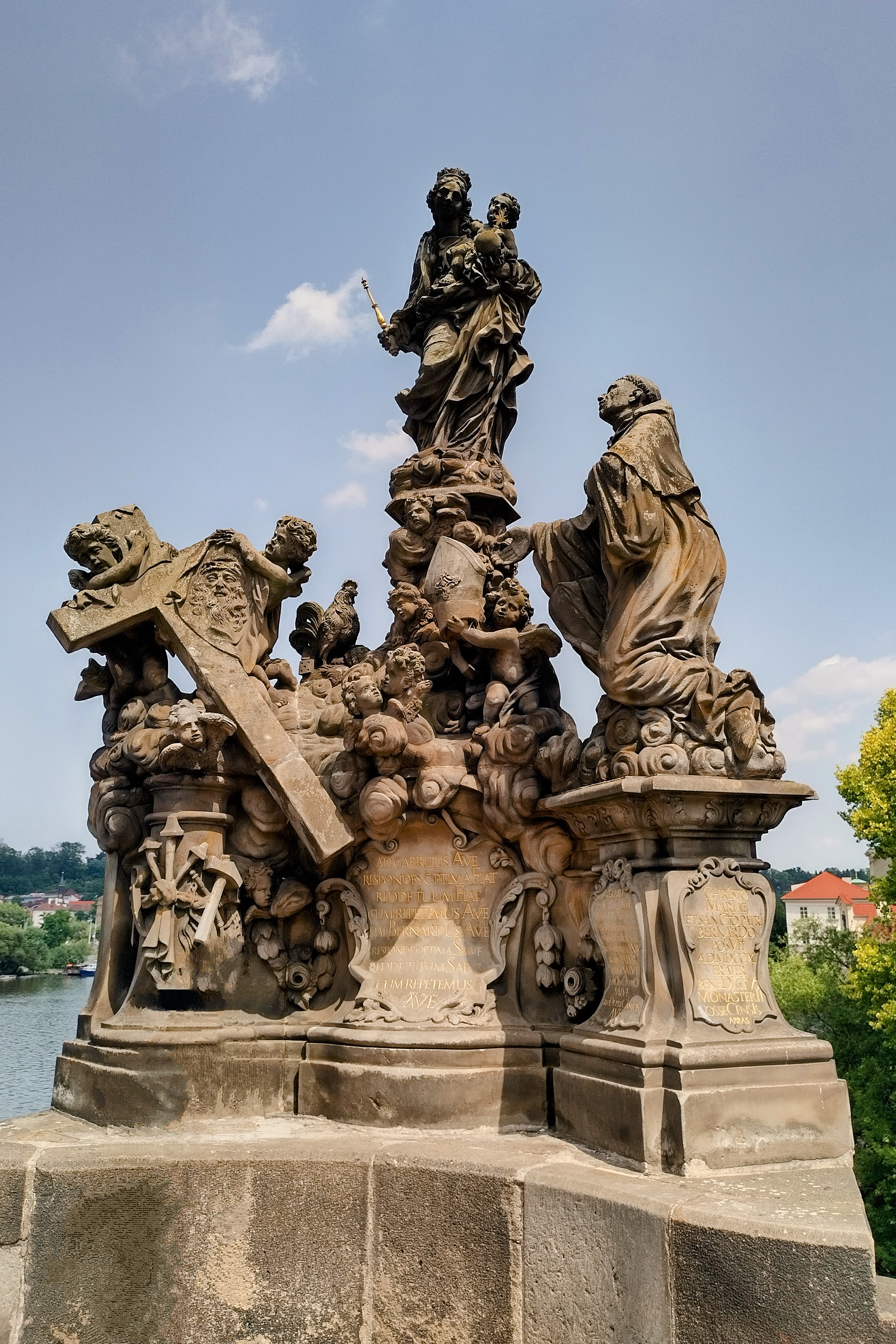
Мадонна зі Св. Бернардом (Карлів міст, Прага)
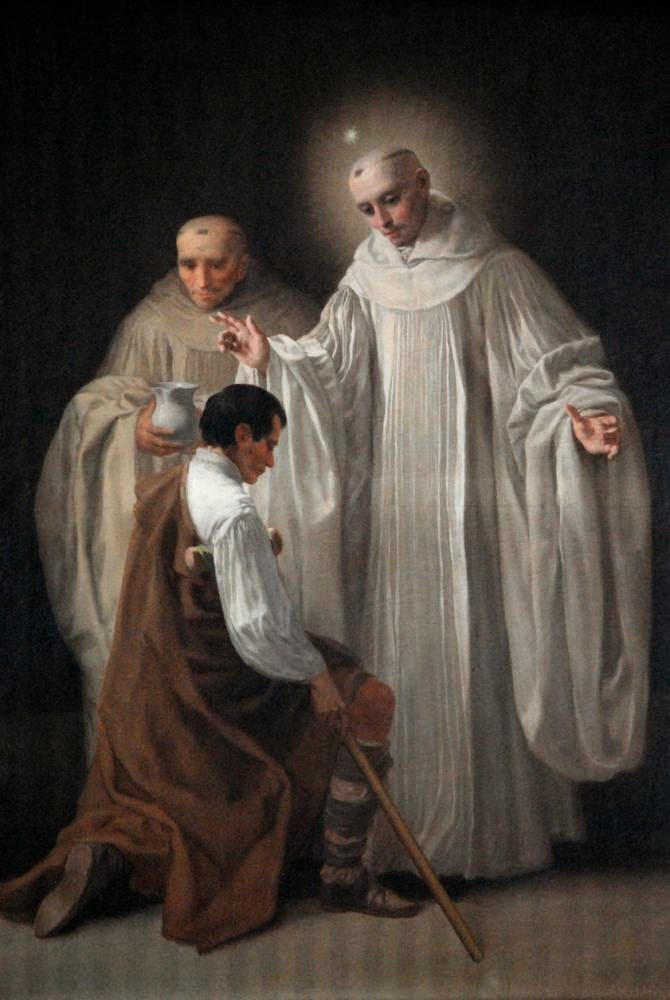
Св. Бернард Клервоський зцілює каліку. Франсіско-Хосе де Гоя, Королівський монастир Св. Йоакима та Св. Анни, Іспанія (1787)
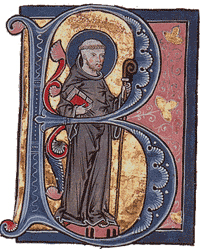
Св. Бернард Клервоський на ініціалі середньовічного рукопису

## Літертура
- Gildas, Marie. St. Bernard of Clairvaux [Архівовано 22 листопада 2018 у Wayback Machine.] //The Catholic Encyclopedia. Vol. 2. New York: Robert Appleton Company, 1907. (англ.)
- Gilson E. The mystical theology of Saint Bernard. New York : Sheed and Ward, 1940. 276 p.
- Pranger M. B. Bernard of Clairvaux and the shape of monastic thought. Broken dreams. Leiden : Brill, 1994. 379 р.
- Stickelbroeck M. Mysterium Venerandum. Der trinitarische Gedanke im Werk des Bernhard von Clairvaux. Münster : Aschendorff, 1994. 366 s.
- Evans G. R. Bernard of Ciairvaux. New York; Oxford : Oxford University Press, 2000. 232 p.
- Бернард Клервоский // Энциклопедический словарь Брокгауза и Ефрона : в 86 т. (82 т. и 4 доп. т.). — СПб., 1890—1907. — Т. IIIa. — С. 560—561. (рос. дореф.)
- Тимофеєв О.: Бернард Клервоський як провісник ідей протестантизму
- Юлія Ковальчук: Бернард Клервоський та Ансельм Кентерберійський: два вчення про любов у середньовічній філософії
- Шабанова Ю. О. Вчення Бернара Клервоського як гносео-психологічне підґрунтя антропософського модусу метафізики Майстра Екхарта // Мультиверсум: Філософський альманах. 2005. Вип. 47. С. 3–10.
- Katholische Enzyklopädie. 1996.